# Червоногвардійський район (Макіївка)
Червоногвардійський (Берестовський) район Макіївки — на заході Макіївки.
Населення району — 81 042 чоловік (2001 рік). Найближчий до Донецька район Макіївки. У деяких місцях району житлові будинки двох міст розділяє проїжджа частина вулиці.

## Географія
На території району бере початок Балка Берестова.

## Населення
За даними перепису 2001 року населення району становило 80671 осіб, із них 10,71 % зазначили рідною мову українську, 88,18 % — російську, 0,19 % — вірменську, 0,12 % — білоруську, 0,06 % — циганську, 0,04 % — молдовську, 0,02 % — грецьку, 0,01 % — польську та болгарську, а також німецьку, словацьку та угорську мови.

## Визначні пам'ятки
- Терикон «Оленячі Роги»
- Донбаська національна академія будівництва і архітектури, раніше відома як Макіївський інженерно-будівельний інститут (МіБІ) (пл. Дзержинського), нині перейменований як ДОННАСА.
- Макіївське медичне училище № 1 (вул. Крилова, 28)
- Нічний клуб «Скорпіон» (раніше — кінотеатр «Космос»: вул. Маліновського, 36)
- ПК шахти Чайкино, ПК шахти Бутовська, клуб шахти Поченкова (у народі — нічний клуб «Шаха» — господарка Шура, DJ Johnson)
- Макіївський професійний ліцей (вул. Тореза)
- Автостанція «Червоногвардійська»

## Житлові райони
- Східний
- селище Горького
- Комсомольський
- Ганзовка
- Калінінський
- МІБІ
- Карла Маркса
- Чапаєва
- Берестовка
- селище шахти 8-8 БІС
- Військкомат
- селище Крупської

## Основні автомагістралі
- вул. Волі
- вул. Малиновського
- вул. Черепанових
- вул. Давиденко
- вул. Черняховського
- вул. Коккинаки
- вул. Ферганська
- вул. Фабрициуса
- вул. Таращанська
- вул. Ткаченко
- Донецьке шосе
- вул. Перемоги

## Промислові підприємства
- Шахти ДХК «Макіїввугілля»: Бутовська, Свято-Серафімівська (№ 1-1-біс), Чайкіно, Щегловська-Глибока (в минулому «ім. Поченкова»).
- Червоногвардійський ремонтно-механічний завод

З колишніх підприємств: Шахта імені Орджонікідзе

## Міський транспорт
Представлений тролейбусами 2-х маршрутів:
- Макіївське ТТУ — 5 маршрут (Дитячий мир — вул. Горностаївська) — з Центру Макіївки,
- Донгорелектротранспорт — 7 маршрут (вул. Горького — кінотеатр «Космос») — з центру Донецьку.

Крім того, працюють автобуси, маршрутні таксі
До початку 2006 року в районі експлуатувалися трамваї:
- 6 Автостанція «Плехановська» (раніше — від Нових Планів) — Вулиця Маліновського (ще раніше — до шахти «Червоногвардійська»)
- 4 П/К до шахти «Бутовська»-Ясиновський коксохімзавод

До останнього часу в районі експлуатувався тролейбусний маршрут № 10: «Дитячий мир — мікрорайон „Калинінський“». У зв'язку з важкою економічною обстановкою 6 з 9 тролейбусних маршрутів (як і всі трамвайні маршрути) міста ліквідовані, контактні мережі й рейки на більшому протязі не експлуатованих маршрутів розібрані.

## Залізничні станції й зупинки
- зупинний пункт Щиглівка
- станція Кальміус
- зупинний пункт Берестовська